# Forteresse de Castellina in Chianti
La forteresse de Castellina in Chianti (en italien : Rocca di Castellina in Chianti) est un château médiéval situé dans la commune de Castellina in Chianti (province de Sienne) en Toscane,.
Il reste quelques longs pans de murailles autour de l'ancienne ville, mais aucune des deux portes n'a été conservée : la Porta Fiorentina a été détruite pendant la Première Guerre mondiale et remplacée par une ouverture de style. Le donjon est conservé en excellent état, avec deux bâtiments carrés et de hauts murs.
Aujourd'hui, c'est le siège de la municipalité et depuis le 21 avril 2006, il abrite le musée archéologique du Chianti senese, qui présente l'histoire de toute la région du Chianti, en plus de Castellina, des municipalités de Castelnuovo Berardenga, Gaiole in Chianti et Radda in Chianti .

## Historique
Les premières mentions écrites remontent au XIe siècle, lorsque Castellina était une colonie fortifiée des comtes Guidi qui dépendait du château de Trebbio dans un hameau de Radda in Chianti. À l'époque, le site s'appelait en effet "Castellina de' Trebbiesi".
À partir de 1193 les seigneurs de Trebbio s'entendirent avec les Florentins pour y tenir une garnison. Castellina, qui avait gagné en importance, entra dans la Lega del Chianti (it) au milieu du XIIIe siècle et fut plus tard la capitale d'un des trois districts de la région, avec Radda et Gaiole.

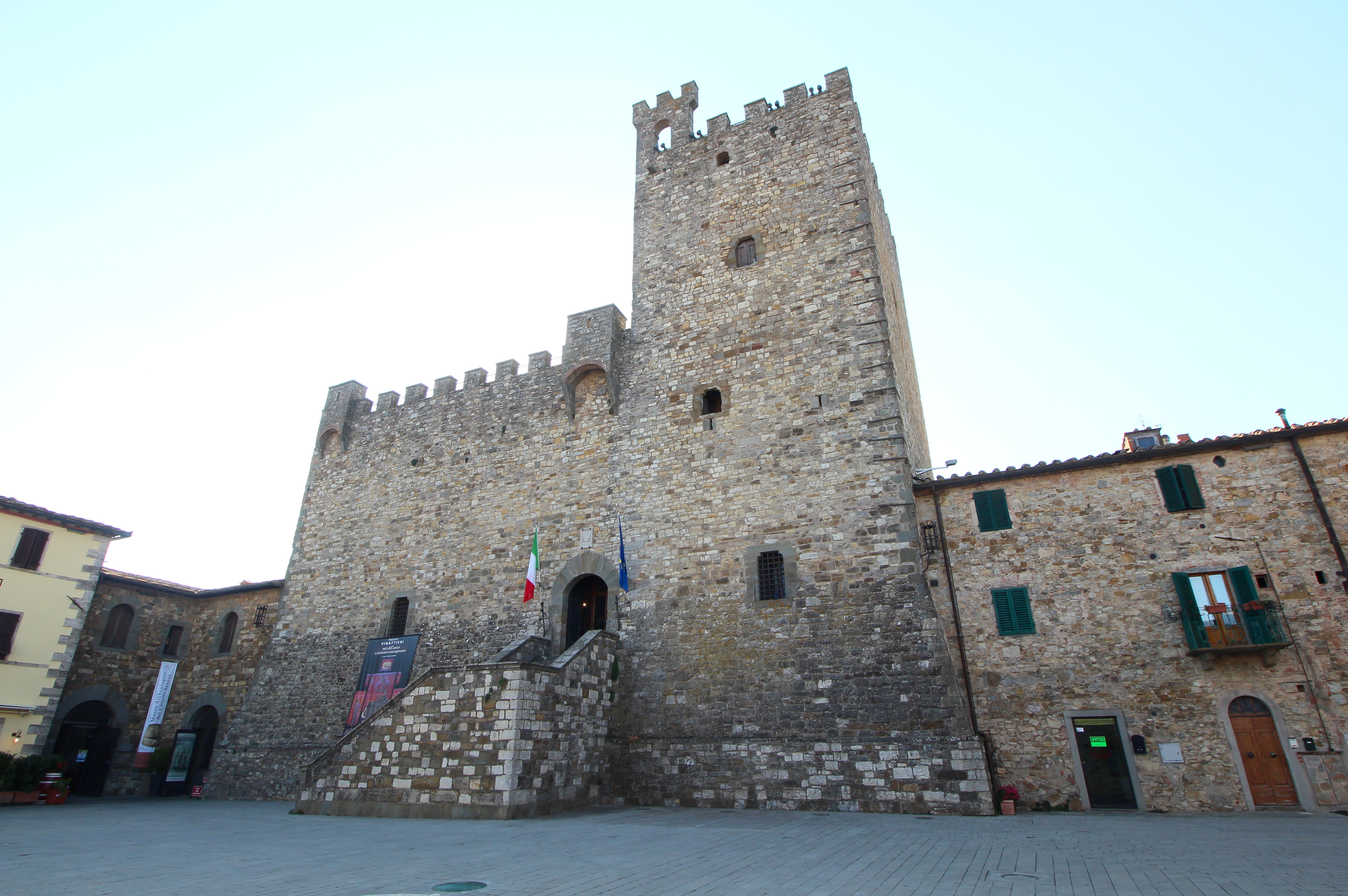

Étant proche de la frontière entre Florence et Sienne, tout au long du Moyen Âge, la zone autour du château fut le théâtre d'affrontements, Castellina conservant longtemps son rôle de place forte avancée des Florentins. En 1397, le château fut attaqué et détruit par les troupes de Jean Galéas Visconti, seigneur de Milan allié aux Siennois. En 1400, la république de Florence en reprit possession et décida de renforcer ses défenses, en créant une muraille plus grande et plus massive, avec une forme hexagonale irrégulière et de nombreuses tours à base carrée. Le système défensif était composé non seulement des murailles, où s'ouvraient deux portes (la Fiorentina et la Senese), mais aussi d'un massif donjon crénelé, situé au point culminant de la ville. Le célèbre architecte Filippo Brunelleschi a également été consulté lors de la reconstruction.
Le baptême du feu de la nouvelle forteresse eut lieu en 1452, lorsqu'elle fut assiégée pendant 44 jours par le duc de Calabre Jean II de Lorraine, sans être conquise. Plus tard, les fortifications furent encore renforcées, avec la collaboration de Giuliano da Sangallo. En 1478, elle fut de nouveau attaquée par l'armée aragonaise et cette fois elle fut saccagée et partiellement détruite. En 1483, elle revint aux Florentins, qui la conservèrent jusqu'à l'unification de l'Italie.

## Galerie

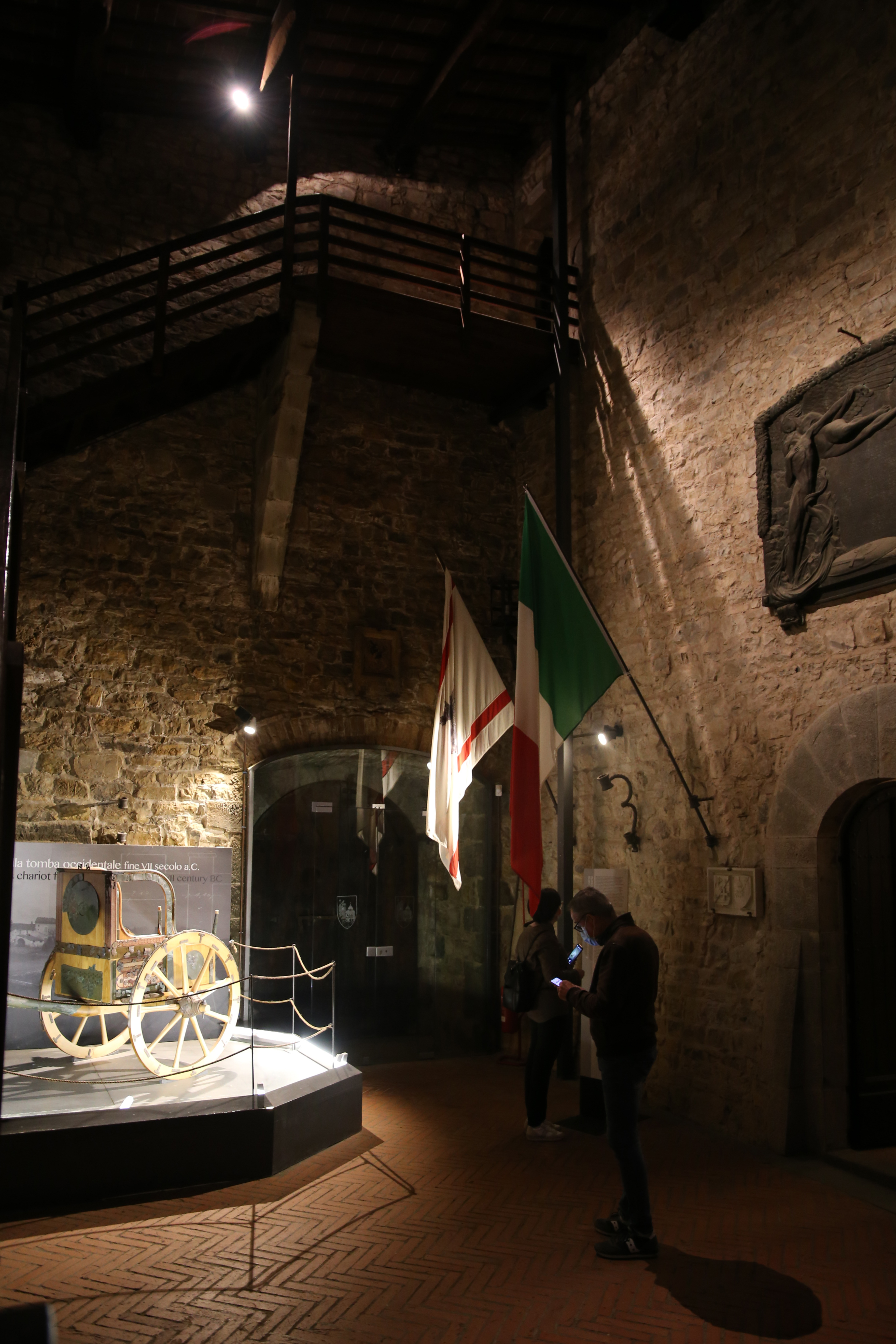
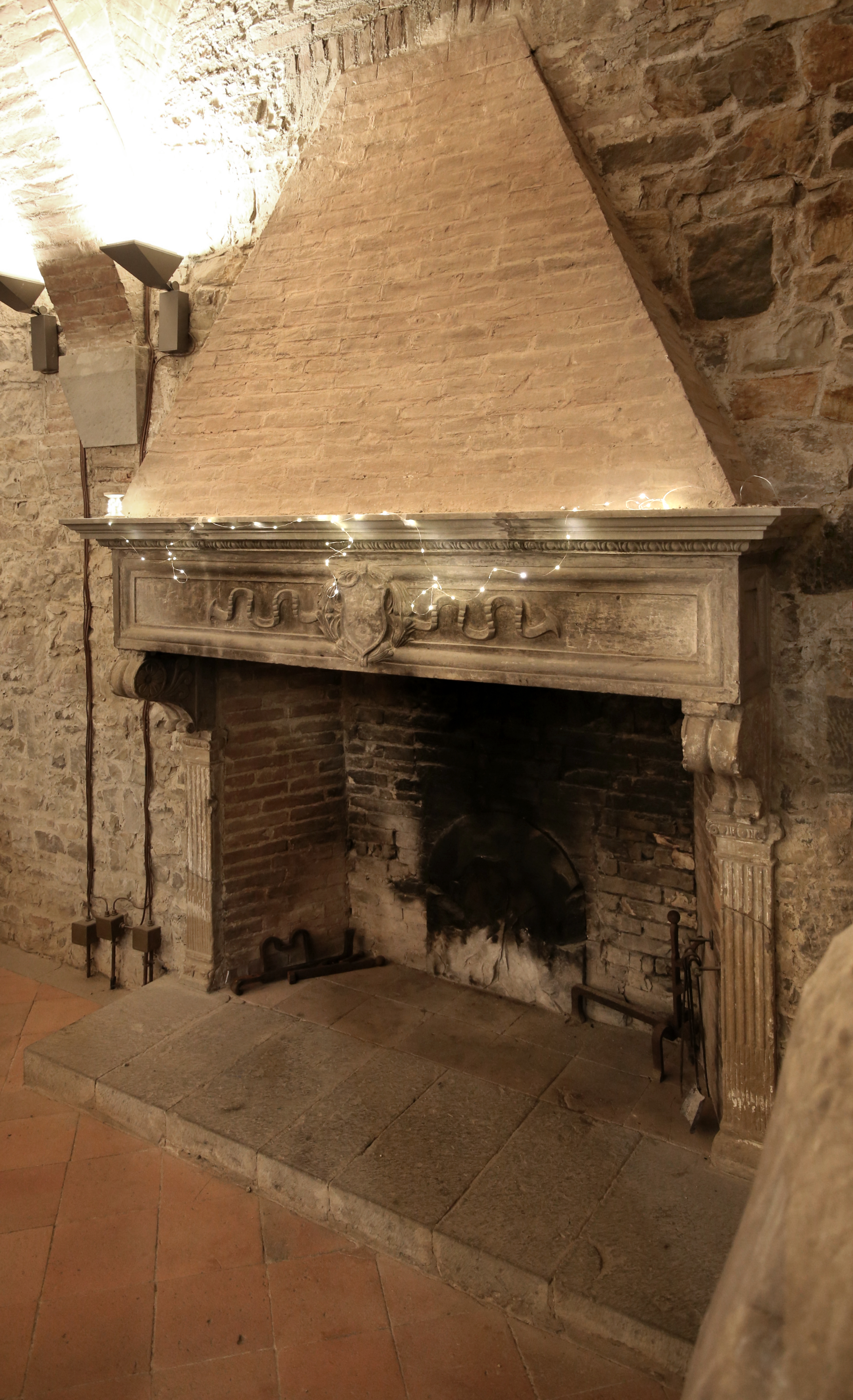
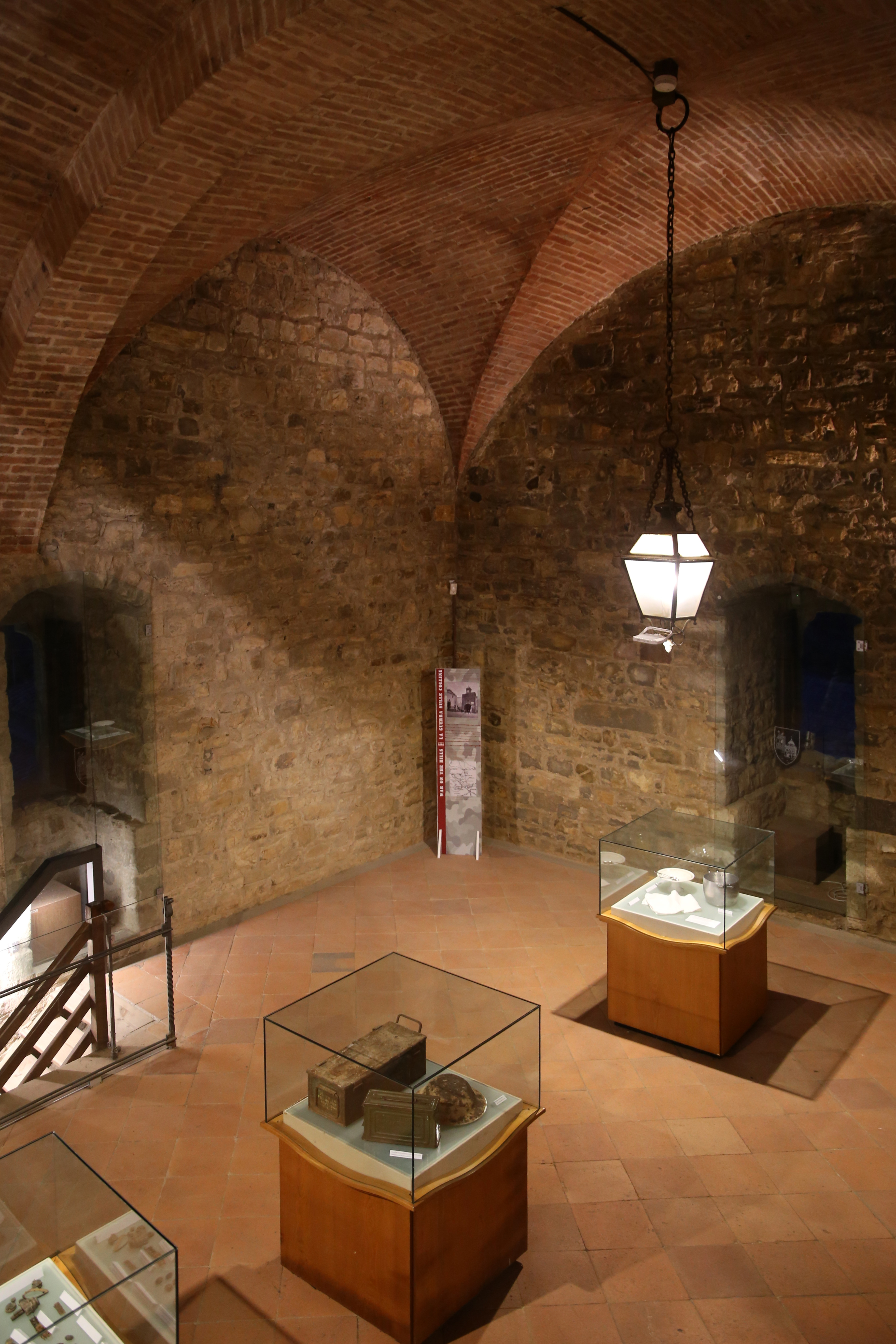
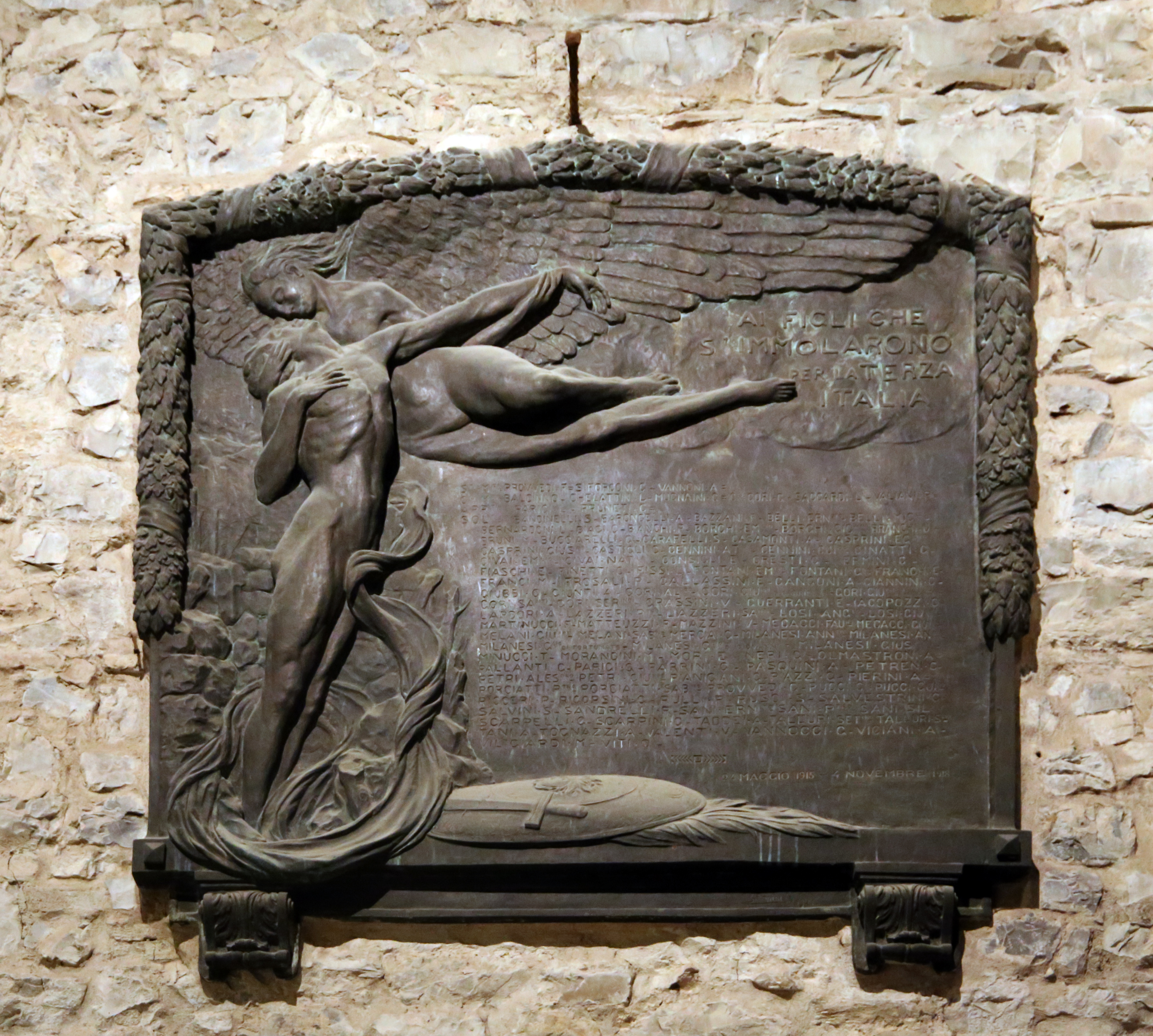